# A magyar labdarúgó-bajnokság aranyérmes játékosainak listája: P
Az alábbi lista a magyar labdarúgó-bajnokság bajnokcsapatainak játékosait sorolja fel, P kezdőbetűvel, bajnoki cím száma, egyesületek és idények szerint.

## P
| Játékos           | Bajnoki cím | Csapat(ok)                     | Idény(ek)                                   |
| ----------------- | ----------- | ------------------------------ | ------------------------------------------- |
| Pákay Ágost       | 3           | Ferencváros                    | 1903, 1905, 1906–07                         |
| Pál András        | 1           | MTK                            | 2007–08                                     |
| Pál József        | 1           | Bp. Honvéd                     | 1979–80                                     |
| Pál László        | 1           | Vasas SC                       | 1961–62                                     |
| Pál Tibor         | 4           | 1 – Csepel 3 – Vasas SC        | 1958–59 1961–62, 1965, 1966                 |
| Palcsek Antal     | 1           | Ferencváros                    | 1925–26                                     |
| Palicskó Tibor    | 3           | 2 – Bp. Honvéd 1 – MTK         | 1954, 1955 1957–58                          |
| Páling Zsolt      | 3           | Ferencváros                    | 1991–92, 1994–95, 1995–96                   |
| Pálinkás József   | 1           | Ferencváros                    | 1939–40                                     |
| Palla Antal       | 1           | Rába ETO                       | 1981–82                                     |
| Palotai Károly    | 1           | Győri Vasas ETO                | 1963-ősz                                    |
| Palotás János     | 1           | Újpest                         | 1945–46                                     |
| Palotás Péter     | 3           | MTK                            | 1951, 1953, 1957–58                         |
| Páncsics Miklós   | 3           | Ferencváros                    | 1964, 1967, 1968                            |
| Đorđe Pantić      | 1           | Debreceni VSC                  | 2009–10                                     |
| Pápai Ernő        | 2           | Ferencváros                    | 1909–10, 1910–11                            |
| Papp Lajos László | 3           | Ferencváros                    | 1926–27, 1931–32, 1933–34                   |
| Pardavi Károly    | 1           | Rába ETO                       | 1981–82                                     |
| Paróczai Sándor   | 1           | Bp. Honvéd                     | 1979–80                                     |
| Pataki László     | 1           | Újpesti Dózsa                  | 1959–60                                     |
| Pataki Mihály     | 5           | Ferencváros                    | 1910–11, 1911–12, 1912–13, 1925–26, 1926–27 |
| Pátkai Máté       | 1           | MTK                            | 2007–08                                     |
| Patkoló Rezső     | 1           | Újpest                         | 1946–47                                     |
| Patkós Csaba      | 1           | Ferencváros                    | 1991–92                                     |
| Patyi Mihály      | 2           | Bp. Honvéd                     | 1949–50, 1950-ősz                           |
| Payer Imre        | 4           | Ferencváros                    | 1909–10, 1910–11, 1911–12, 1912–13          |
| Peller Béla       | 2           | MTK                            | 1951, 1953                                  |
| Penderi György    | 1           | Újpest                         | 1945–46                                     |
| Marek Penksa      | 1           | Ferencváros                    | 2003–04                                     |
| Pénzes Antal      | 1           | Hungária                       | 1935–36                                     |
| Perecsi Tibor     | 1           | Ferencváros                    | 1964                                        |
| Perényi József    | 1           | Nagyváradi AC                  | 1943–44                                     |
| Pető Tamás        | 1           | Újpest                         | 1997–98                                     |
| Petrovics Béla    | 1           | MTK                            | 1913–14                                     |
| Petrovics Tibor   | 1           | Újpesti Dózsa                  | 1959–60                                     |
| Petry Zsolt       | 2           | 1 – MTK-VM 1 – Bp. Honvéd      | 1986–87 1990–91                             |
| Pinte Attila      | 1           | Ferencváros                    | 2000–01                                     |
| Pintér Ádám       | 1           | MTK                            | 2007–08                                     |
| Pintér József     | 3           | WMFC Csepel                    | 1941–42, 1942–43, 1947–48                   |
| Pintér Sándor     | 1           | Bp. Honvéd                     | 1979–80                                     |
| Pisont István     | 3           | Bp. Honvéd                     | 1988–89, 1990–91, 1992–93                   |
| Plattkó Ferenc    | 1           | MTK                            | 1922–23                                     |
| Plókai Attila     | 1           | Kispest-Honvéd                 | 1992–93                                     |
| Póczik József     | 2           | Rába ETO                       | 1981–82, 1982–83                            |
| Pogány László     | 1           | Ferencváros                    | 1980–81                                     |
| Pokorny József    | 1           | Ferencváros                    | 1905                                        |
| Vukašin Poleksić  | 2           | Debreceni VSC                  | 2008–09, 2009–10                            |
| Polgár Gyula      | 4           | Ferencváros                    | 1933–34, 1937–38, 1939–40, 1940–41          |
| Pollák Zoltán     | 1           | MTK                            | 2007–08                                     |
| Polonkai Attila   | 1           | Videoton                       | 2010–11                                     |
| Pósa Béla         | 2           | Ferencváros                    | 1939–40, 1940–41                            |
| Possák Vilmos     | 1           | Újpest                         | 1930–31                                     |
| Pótz-Nagy Árpád   | 1           | Ferencváros                    | 1925–26                                     |
| Povázsai László   | 2           | 1 – Csepel 1 – Győri Vasas ETO | 1958–59 1963-ősz                            |
| Pozsonyi Imre     | 1           | MTK                            | 1904                                        |
| Preiner Kálmán    | 1           | Csepel                         | 1947–48                                     |
| Preisinger Sándor | 2           | MTK                            | 1996–97, 1998–99                            |
| Puglits Gábor     | 1           | Vác                            | 1993–94                                     |
| Puskás Ferenc     | 5           | Bp. Honvéd                     | 1949–50, 1950-ősz, 1952, 1954, 1955         |
| Puskás Lajos      | 2           | Vasas SC                       | 1965, 1966                                  |
| Pusztai Ferenc    | 2           | Újpest                         | 1932–33, 1934–35                            |
| Pusztai László    | 2           | Ferencváros                    | 1975–76, 1980–81                            |